# HDMS Ejnar Mikkelsen (P571)
Le HDMS Ejnar Mikkelsen (P571) est un patrouilleur de la Marine royale danoise.

## Histoire
Lancé en 2007, il est le second navire de la classe Knud Rasmussen. Il patrouille normalement dans les eaux autour du Groenland.
Son sister-ship est le HDMS Knud Rasmussen (P570).

## Voit aussi